# علی کریمی (زاده ۱۳۶۱)
علی کریمی (۳۰ اوت ۱۹۸۲) بازیکن فوتبال بازنشسته اهل ایران است که عضو باشگاه‌های مختلف از جمله پاس و سایپا و تراکتورسازی بود.